# Ni Putes Ni Soumises

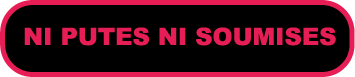
Logo der Bewegung

Ni putes ni soumises („weder Huren noch unterwürfig“) ist eine 2003 entstandene Bewegung, die auf die Lage der Frauen in den französischen Banlieues aufmerksam macht. Ziel ist unter anderem, den Mädchen und Frauen ihre Rechte in der von Männern dominierten, muslimischen Gesellschaft in den Trabantenstädten Frankreichs aufzuzeigen sowie eine breite Öffentlichkeit für die Situation der Betroffenen zu sensibilisieren. Die Bewegung erfährt große Beachtung durch Politik und Massenmedien.

## Bedeutung des Namens
Der Name der Bewegung weist auf den Doppelcharakter der spezifischen Unterdrückung hin, dem Frauen als Teil der Einwanderungsbevölkerung sowie als Bewohnerinnen von Trabantenstädten ausgesetzt sind. Dies findet in dem Dilemma  Ausdruck, entweder als Freiwild zu gelten oder als früh verheiratete junge Frau nach traditionellem Rollenbild zu leben. Hintergrund ist, dass sich in Frankreich seit Beginn der 80er Jahre eine Parallelgesellschaft entwickelt hat, die  überwiegend von traditionellen Rollenvorstellungen aus dem muslimischen Nordafrika geprägt ist und in der ein Zwei-Klassen-Recht nach islamistischem Vorbild für Frauen und Männer gilt.

## Auslöser der Bewegung
Die Bewegung entstand nach dem Tod der jungen Muslimin Sohane Benziane, die lebendig verbrannt wurde. Dies bildete den Auslöser für den „Marsch der Frauen aus den Vorstädten“ durch ganz Frankreich. Die Teilnehmerinnen, deren harter Kern ungefähr 24 Aktivistinnen umfasste, zogen von Stadt zu Stadt, um dort bei Vorträgen und Diskussionsrunden ihre Situation darzustellen. Ziel war, eine Bewegung der  „Mädchen der Trabantenstädte“ (Filles des cités) einzuleiten, um einen landesweiten gesellschaftlichen Diskurs zur spezifischen Unterdrückungssituation dieser Mädchen auszulösen. Zum Abschluss dieser Aktion bildeten die Teilnehmerinnen sowie zahlreiche Personen als Unterstützung die Vorhut bei der Demonstration in Paris anlässlich des Internationalen Frauentages am 8. März 2003.

## Aktionen
2004 machte die Bewegung die Öffentlichkeit aufmerksam, als am 17. Oktober 2004 in Marseille die 23-jährige Franko-Tunesierin Ghofrane Haddaoui gesteinigt worden war.
Am 6. März 2010 machte die Organisation im Vorgriff auf den Internationalen Frauentag am 8. März mit einer spektakulären Aktion in Paris auf sich aufmerksam. Ungefähr 50 junge Aktivistinnen sowie zehn Jungen versammelten sich am Place de la République. Auslöser war eine Verzögerung im Gesetzgebungsverfahren, das das Verbot der Burka im öffentlichen Raum festlegen sollte. Die Protestkundgebung war von Spruchbändern wie „Weder Schleier noch Burka“ (Ni voile ni burqa)" oder „Meine Beine rasieren – ja, mich ducken – nein“ (raser mes jambes oui, raser les murs non) begleitet. Als Höhepunkt der Veranstaltung wurde die Statue am Place de la République mit einer neun Meter langen, schwarzen Burka verhüllt. Sihem Habchi, damalige Vorsitzende der Organisation, gab an, dass diese Aktion alle feministischen Bewegungen daran erinnern soll, dass ohne Trennung von Kirche und Staat Feminismus nicht realisiert werden kann.

## Einzelbelege
1. ↑  Der Aufstand der Musliminnen in Emma vom Juli/August 2003, aufgerufen am 11. Februar 2012
2. ↑  Bernhard Schmid (Paris): „Ni putes ni soumises“: Eine Bewegung von Frauen aus den französischen Banlieues gegen spezifische Unterdrückung, aufgerufen am 13. Februar 2012
3. ↑  Ni Putes ni Soumises recouvre la statue de la place de la République d’une burqa, Le Monde vom 6. März 2010, aufgerufen am 11. Februar 2012